# Az Óriásláb és Hendersonék
Az Óriásláb és Hendersonék (eredeti cím: Harry and the Hendersons)  1987-ben bemutatott amerikai családi  filmvígjáték és fantasy film. Rendezője William Dear.
A Universal Pictures és az Amblin Entertainment  készítette.

## Rövid történet
Egy átlagos amerikai család balesetet okoz egy legendás lénynek, akivel összebarátkoznak.

## Szereplők
| Szereplő                                                                     | Színész           | Magyar hang       |
| ---------------------------------------------------------------------------- | ----------------- | ----------------- |
| Harry                                                                        | Kevin Peter Hall  | (eredeti nyelven) |
| George Henderson                                                             | John Lithgow      | Vass Gábor        |
| Nancy Henderson                                                              | Melinda Dillon    | Bencze Ilona      |
| Sarah Henderson                                                              | Margaret Langrick | Pacziga Mónika    |
| Ernie Henderson                                                              | Joshua Rudoy      | Jávor Dani        |
| Jacques LaFleur                                                              | David Suchet      | Kránitz Lajos     |
| Dr. Wallace Wrightwood                                                       | Don Ameche        | Velenczey István  |
| Irene Moffat                                                                 | Lainie Kazan      | Zsolnai Júlia     |
| id. George Henderson                                                         | M. Emmet Walsh    | Láng József       |
| Mancini őrmester                                                             | Bill Ontiverous   | Gesztesi Károly   |
| Könyvtárosnő                                                                 | Peggy Platt       | Némedi Mari       |
| Kerékpáros                                                                   | James King        | Győri Péter       |
| Jerome                                                                       | Vern Taylor       | Simon György      |
| További magyar hangok                                                        |                   |                   |
| Balázsi Gyula, Kassai Károly, Kisfalussy Bálint, Kocsis Mariann, Melis Gábor |                   |                   |